# Себескен, Золтан
Золтан Себескен (нем. Zoltán Sebescen; 1 октября 1975, Эинген, ФРГ) — немецкий футболист, полузащитник. Сыграл один матч за сборную Германии.

## Биография
Родился в городе Эинген в венгерской семье, происходившей из сербского города Скореновац.
Воспитанник клуба «Штутгартер Кикерс», в котором и начал профессиональную карьеру. В сезоне 1995/1996 выиграл с командой Регионаллигу и вышел во вторую Бундеслигу, где отыграл следующие три сезона. В 1999 году перешёл в клуб высшей лиги Германии «Вольфсбург». За два сезона в составе клуба провёл 40 матчей и забил 9 голов в Бундеслиге, а также принимал участие в Кубке УЕФА. В 2001 году подписал контракт с «Байер 04», где также провёл два сезона в основной команде, а в сезоне 2003/04 выступал за фарм-клуб «Байера» в Оберлиге. В сезоне 2001/02 Себескен, являвшийся одним из основный игроков «Байера», дошёл с командой до финала Лиги чемпионов УЕФА, однако в финальной встрече «Байер 04» уступил мадридскому «Реалу» со счётом 1:2.
В феврале 2000 года Себескен получил вызов в сборную Германии. 23 февраля он вышел на поле в стартовом составе на товарищескую встречу со сборной Нидерландов и был заменён в перерыве. Этот матч остался единственным для игрока в составе национальной сборной.
С 2007 по 2009 год Себескен работал селекционером клуба «Штутгартер Кикерс», а также был тренером юношеской команды клуба.